# Kabelschlepp
Die Tsubaki Kabelschlepp GmbH ist eines der weltweit führenden Unternehmen im Bereich Energieführungsketten, Führungsbahnschutz- und Fördersysteme. Der Hauptsitz des Unternehmens befindet sich in Wenden.

## Geschichte
1953 meldete die Maschinenbaufirma WaldrichSiegen ein Patent auf die von ihrem Entwicklungsleiter, Gilbert Waninger, erfundene Energieführungskette an. Im folgenden Jahr brachte Kabelschlepp, als Tochterunternehmen von Waldrich neu gegründet, als erste Firma Energieführungsketten (zunächst aus Stahl bzw. Edelstahl) auf den Markt. Ab 1969 folgten auch Energieführungsketten aus Vollkunststoff.
Kabelschlepp hatte 2006 nach eigenen Angaben weltweit über 800 Mitarbeiter in 10 Niederlassungen sowie Partner in über 40 Ländern.
Anfang Juli 2007 wurde bekannt, dass die Kabelschlepp GmbH ihren Hauptsitz von Siegen ins benachbarte sauerländische Wenden verlegt. Die Kabelschlepp GmbH ist einer der größten Arbeitgeber in der Gemeinde Wenden.
Im Jahr 2011 wurde Kabelschlepp von der japanischen Firma Tsubakimoto Chain Co. übernommen und heißt seit dem 1. Januar 2012 nun Tsubaki Kabelschlepp.

## Tätigkeitsfeld
Kabelschlepp liefert Energieführungsketten aus Stahl/Edelstahl, Voll-Kunststoff oder Kunststoff mit Aluminium-Stegen (Hybrid-Energieführungsketten) in Standardgrößen oder kundenindividuell im Millimeterraster sowie hierzu passende schleppkettentaugliche Elektro- und Glasfaserleitungen. Das Kabelschlepp-Leistungsspektrum umfasst darüber hinaus Teleskopabdeckungen, Bahnabstreifer und Gliederschürzen, Faltenbälge, Federbandspiralen, Rollbandabdeckungen, Maschineneinhausungen sowie Gurtband- und Späneförderer.

## Tochterfirmen
- Kabelschlepp GmbH-Hünsborn, Deutschland
- Kabelschlepp (China) Co. Ltd.
- Kabelschlepp France S.A.R.L.
- Kabelschlepp India Pvt. Ltd.
- Kabelschlepp Italia S.r.L.
- Kabelschlepp Sp z o.o. Polen
- Metool Products Ltd., Großbritannien
- LLC Tsubaki Kabelschlepp, Russland
- Kabelschlepp-Systemtechnik s.r.o., Slowakei